# Éder Krisztián
Éder Krisztián, művésznevén SP (Sopron, 1988. november 30. –) magyar előadó, dalszerző-szövegíró, divatfotós, rendező.

## Élete
1988. november 30-án született. Már gyermekkorától kezdve szorosan kötődött a zenéhez. Nyolc évig tanult zongorázni és énekelni a Soproni Zeneiskolában. Sok-sok stílus és zenei irányzat után tizenkét éves korában kötött ki az R&B/Hiphop zenénél. Két barátjával kiegészülve dalokat csináltak saját maguk szórakoztatására. Később még ketten csatlakoztak a csapathoz, így alakult meg a Helyszínelők formáció. Egy kislemezük készült el, volt pár fellépésük is, de 2005-ben feloszlottak.

## Zenei karrier

### Underground-korszak (2006–2008)
A formáció feloszlása után SP szólókarrierbe kezdett. 2006-ban készült egy 6 számos EP lemeze Srác a szomszéd házból címmel és hozzá egy alacsony költségvetésű internetes videóklip is Kérlek hogy címmel. Ez a szám jelentette SP-nek az áttörést.
Ezt követően csinálta meg első albumát Kölyök címmel, amelyen 13 szám hallható és olyan nevek működtek rajta közre, mint Benő, Day, Siska Finuccsi vagy FankaDeli. SP második internetes videóklipje az ezen az albumon szereplő Holnaptól című számhoz készült.
2007 végén SP-t megválasztották az év hiphop felfedezettjének, ami nagy elismerés volt a fiatal rappernek. Később az Animal Cannibals által rendezett It's Right Hip-Hop Jam-en 3. helyezést ért el. Ennek is köszönhetően bevették egy hazai underground kiadóba, a Mideastouch crew-ba, ahol olyan nevek vannak jelen közreműködőként, mint például Pixa, a Hősök vagy Fluor Filigran.
2008 júniusában SP elkészítette második albumát, a Standardot, melynek Pixa volt a producere.

### A VIVA TV felfedezettje; Standard (2008–2009)
Az első kislemez és videóklip az Állj meg című számból készült, amely SP első olyan klipje, amelyet játszottak a magyar zenei csatornák is. A dal és a klip sikerét jelzi, hogy VIVA TV slágerlistáján a 2. helyet érte el. Az album rendkívül jó kritikákat kapott a hazai újságoktól és webmagazinoktól.
SP-t az Állj meg sikere után több hazai nagy kiadó is megkereste lemezszerződéssel, de az ő választása egy új, hazai kiadóra esett, a Bedlam Records-ra. A kiadó vezetője Papp Gergely és olyan előadói között van Pixa, Deeja, Papa Jo, Hybrid és a V.S.O.P..
A második kislemez SP Kérlek hogy című számának felújított változata, amely Kérlek hogy II címmel debütált a VIVA TV-n 2008. október 2-án.
2009. június 4-én SP történelmet írt a VIVA Cometen, ugyanis megnyerte mindkét díjat, amiben jelölték (Legjobb új előadó, Legjobb férfi előadó). Ilyen még sem előadónak, sem csapatnak nem sikerült eddig a Cometen. Ezután SP leszerződött a Gold Recorddal, karrierje végéig Vermes Orsolya volt a menedzsere.

#### Special (2009–2010)
2009. augusztus 29-én jelent meg SP harmadik albumának első kislemeze és videóklipje, mely a Kép Maradsz című számából készült, mellyel első alkalommal vezette a VIVA Chart-ot. A klipben két párhuzamos jelenet van: Az egyikben egy történet, miszerint SP a egy titkos szórakozóhelyen megismerkedik egy lánnyal, akit Pápai Gyöngyi modell alakít, a másikban egy tánckoreográfia, melyben SP a Csillag születikben feltűnt Bad Boyz hiphop táncegyüttes tagjaival táncol. A Kép Maradsz a VIVA TV év végi 100-as listáján az 5. helyet érte el, így a klip 2009 legjátszottabb magyar klipje lett a zenecsatornán.
2009. november 30-án (SP 21. születésnapján) jelent meg SP harmadik albuma SPECIAL címmel, mellyel első alkalommal került fel a Magyar Albumeladási Listára. Ez az albuma eltér az előzőektől, mivel nem Rap album, hanem inkább Dance/Pop stílusú és az eddigi számos közreműködéssel ellentétben csak egy duett hallható rajta, mely a Megasztár 4. szériájából ismert vietnámi származású R&B énekesnővel, Hiennel készült. Az albummal párhuzamosan megjelent egy riportkönyv, mely az énekessel készült és az SP-ről szóló történeteket és fényképeket tartalmaz.
2010. március 4-én jelent meg a Special másik videóklipje, amelyet a Ne add fel című számhoz forgattak. A dalhoz készült egy angol nyelvű videóklip is, melynek a címe Take Me Back. A videóklipben a Kép maradszhoz hasonlóan párhuzamosan egy történet és egy tánckoreográfia látható, amiben SP ismét a Bad Boyz együttes tagjaival táncol. A klipben SP egy vallatószobában van két vallatótiszttel, akiket Puskás Peti és Tóth Olivér alakítanak. A szobán kívül található Iszak Eszter, aki SP barátnőjét alakítja a klipben.
2010. június 17-én SP-t ismét két kategóriában jelölték a VIVA Cometen a Legjobb Férfi Előadó és a Legjobb Videóklip kategóriában. Abban az évben SP-nek csak az előbbi jelölését sikerült díjra váltania, mivel a legjobb videóklipnek Hien Túl szép című klipjét választotta a szakmai zsűri.
2010. július 21-én jelent meg a lemez harmadik videóklipje a Más volt című dalhoz. Az album többi dalához hasonlóan a Más volt is elérte az első helyet a VIVA Chart-on.

#### Kölyök 22 és első nagykoncert (2010–2011)
Már a Más volt című dal videóklipjének végén is elhangzik egy kisebb részlet SP új lemezének egyik dalából. A teljes dalhoz készült klip 2010. november 22-én jelent meg Szólj rám címmel majd 8 nappal később, 2010. november 30-án (SP 22. születésnapján) megjelent SP 4. albuma Kölyök22 címmel, utalva ezzel az első albumára. Az album később a MAHASZ albumeladási listán 2. lett, a Szólj rám című dal klipje pedig elérte a VIVA Chart-on az első helyet, amely SP 5. listavezető száma lett.
2011. február 14-én jelent meg az album második videóklipje a Nevem SP című dalhoz, amelynek közvetlen folytatása 2011. március 12-én jelent meg a Szeretlek című dalból.
2011. március 19-én került megrendezésre SP első nagy koncertje a budapesti Sportmax Szabadidőközpontban. A koncert a Nevem SP elnevezést kapta és közreműködőként részt vettek az eseményem Fluor, Brasch Bence, a Stereo 2.0, Düki, Pixa, Siska Finuccsi és Szakos Krisztián.
Ezt követően a nagy duett című élő show-műsorban kapott szerepet, ahol Iszak Esztert tanította. A 10 sztárpárból 3. helyet értek el. (Előadott dalok: Justin Timberlake-Sexy back, Rihanna-S&M, User-DJ got us falling a love again, Backstreet Boys-Everybody, Black Eyed Peas-I gotta feeling, Kylie Minogue-Can't get you out of my head, 4f club-Balatoni láz, Elton John-Sorry seems to be the hardest word, Britney Spears-Toxic, Rihanna-Please don't stop the music, Fluor feat SP-Partyarc)
2011-ben is megrendezték Az Eltűnt Gyerekek, avagy az 1000 Lámpás Éjszakáját. SP-t kérték fel a feladatra, hogy dalt írjon a gyerekek emlékére. A Hol van az út? című számot a YouTube-on eddig csaknem 200 000-en látták, és a visszajelzések is sokkal jobbak az előző dalokhoz képest.

#### New Wave és a második nagykoncert (2011–2012)
SP stílusváltását 2011-es albumának címe is mutatja, amelynek megjelenését követően egyre több pozitív kritika érte az előadót. A lemezről eddig két dalhoz készült klip, ezek a Maradnék és az Olyan szép.
2012. április 28-án került megrendezésre SP második nagy koncertje a budapesti Millenáris Teátrumban. A koncert a New Wave elnevezést kapta és közreműködőként részt vett az eseményen Lola.

## Diszkográfia

### Albumok
| Év   | Album                                                       | Legmagasabb helyezés                   | Minősítés |
| Év   | Album                                                       | MAHASZ Top 40 album- és válogatáslemez | Minősítés |
| ---- | ----------------------------------------------------------- | -------------------------------------- | --------- |
| 2006 | Srác a szomszéd házból - EP - Megjelenés: 2006              | —                                      |           |
| 2007 | Kölyök - 1. stúdióalbum - Megjelenés: 2007                  | —                                      |           |
| 2008 | Standard - 2. stúdióalbum - Megjelenés: 2008. június 2.     | —                                      |           |
| 2009 | Special - 3. stúdióalbum - Megjelenés: 2009. november 30.   | 11                                     |           |
| 2010 | Kölyök 22 - 4. stúdióalbum - Megjelenés: 2010. november 30. | 2                                      |           |
| 2011 | New Wave - 5. stúdióalbum - Megjelenés: 2011. december 1.   | 13                                     |           |

### Videóklipek
- 2006 – Kérlek hogy
- 2007 – Holnaptól
- 2008 – Állj meg
- 2008 – Kérlek hogy II
- 2009 – Kép maradsz
- 2010 – Ne Add Fel / Take Me Back
- 2010 – Más volt
- 2010 – Szólj rám
- 2011 – A nevem SP
- 2011 – Szeretlek
- 2011 – Maradnék
- 2012 – Olyan szép

### Közreműködés
- 2010 – VIVA Comet Allstars – Ha zene szól
- 2010 – Fluor feat. SP – Partyarc

#### Slágerlistás dalok
| Év                        | Dal            | Legmagasabb helyezés | Legmagasabb helyezés | Legmagasabb helyezés   | Legmagasabb helyezés | Legmagasabb helyezés | Legmagasabb helyezés         | Legmagasabb helyezés | Album     |
| Év                        | Dal            | VIVA Chart           | Class 40             | MAHASZ Editors' Choice | MAHASZ Rádiós Top 40 | MAHASZ Dance Top 40  | MAHASZ Single (track) Top 10 | EURO 200             | Album     |
| ------------------------- | -------------- | -------------------- | -------------------- | ---------------------- | -------------------- | -------------------- | ---------------------------- | -------------------- | --------- |
| 2008                      | Állj meg       | 2                    |                      |                        |                      |                      |                              |                      | Standard  |
| 2008                      | Kérlek hogy II | 13                   |                      |                        |                      |                      |                              |                      | Standard  |
| 2009                      | Kép maradsz    | 1                    |                      |                        |                      |                      |                              |                      | Special   |
| 2010                      | Ne add fel     | 1                    |                      |                        |                      |                      |                              |                      | Special   |
| 2010                      | Más volt       | 1                    |                      |                        |                      |                      |                              |                      | Special   |
| 2010                      | Szólj rám      | 1                    |                      |                        |                      |                      |                              |                      | Kölyök 22 |
| 2011                      | A nevem SP     | 1                    |                      |                        |                      |                      |                              |                      | Kölyök 22 |
| 2011                      | Szeretlek      | 1                    |                      |                        |                      |                      |                              |                      | Kölyök 22 |
| Közreműködés kislemezeken |                |                      |                      |                        |                      |                      |                              |                      |           |

| Év                  | Kislemez                  | Legmagasabb helyezés | Legmagasabb helyezés | Legmagasabb helyezés   | Legmagasabb helyezés | Legmagasabb helyezés | Legmagasabb helyezés         | Legmagasabb helyezés | Album |
| Év                  | Kislemez                  | VIVA Chart           | Class 40             | MAHASZ Editors' Choice | MAHASZ Rádiós Top 40 | MAHASZ Dance Top 40  | MAHASZ Single (track) Top 10 | EURO 200             | Album |
| ------------------- | ------------------------- | -------------------- | -------------------- | ---------------------- | -------------------- | -------------------- | ---------------------------- | -------------------- | ----- |
| 2010                | Ha zene szól              | 1                    |                      |                        | 2                    |                      |                              |                      |       |
| 2010                | Partyarc (Fluor feat. SP) | 7                    |                      |                        |                      |                      |                              |                      | Lájk  |
|                     |                           | Összesítés           |                      |                        |                      |                      |                              |                      |       |
| 1. helyezett számok | 1. helyezett számok       | 5                    |                      |                        |                      |                      |                              |                      |       |
| Top 10-be bekerült  | Top 10-be bekerült        | 7                    |                      |                        | 1                    |                      |                              |                      |       |
| Top 40-be bekerült  | Top 40-be bekerült        | 10                   |                      |                        | 1                    |                      |                              |                      |       |

## Egyéb tevékenységei

### Fotózás
SP az éneklés mellett a Moholy-Nagy Művészeti Egyetem Vizuális Kommunikáció Tanszékre jár, ahol fotóművésznek tanul. A zenével szerzett népszerűség következtében SP keresett divatfotós is lett. Munkakörébe tartozik a magazinfotózás (VJ Ada/Bánszki Adrienn, Zimány Linda) és az albumfotózás (Barbee – Popsztár, Lola – Lola 3). Saját albumborítóit is ő maga fényképezi. 2010 óta rendszeresen fotózik a HOT! Magazinnak és más hazai divatlapoknak.

### Dalszövegírás
Amellett, hogy saját maga írja a dalait, más előadóknak is írt már dalt:
- Brasch Bence – Fogadj el így
- Lola – Más lettél
- Brasch Bence – Álmodoztunk

### Rendezés
2010 elején SP rendezte a Special album második videóklipjét, a Ne add fel-t. A klip sikere után több felkérést kapott más előadóktól, hogy a soron következő videóklipjüknek is ő legyen a rendezője.

#### Eddigi munkái
2010
- Brasch Bence – A szívem nem hátrál
- Brasch Bence – Fogadj el így
- Fluor – Partyarc
- Gáspár Laci – Fülledt, forró nyár
- Gitano – Mosolyog rám
- John the Valiant feat. Lola – Another day

2011
- Fluor – Mizu
- Düki – Tedd fel a kezed!
- Young G (VV Béci) – A legnagyobb

2012
- Kállay-Saunders András – I love you
- Vass Veronika – Új világ

### Twinset
2010. március 14-én a TYRA Clothing gondozásában került a boltokba SP első ruhakollekciója, a Twinset.

## Díjai, elismerései
- 2007 – „It's Right! Hip-Hop Jam” 3. helyezés
- 2007 – HIPHOP.HU Zenedíj: „Az év felfedezettje”
- 2007 – „Az év hiphop videóklipje” (Holnaptól) (jelölés)
- 2009 – VIVA Comet – Legjobb férfi előadó
- 2009 – VIVA Comet – Legjobb új előadó
- 2009 – BRAVO OTTO – Az év magyar felfedezettje (jelölés)
- 2009 – BRAVO OTTO – A legjobb magyar klip (Állj meg) (jelölés)
- 2010 – Fonogram díj – Az év hazai felfedezettje
- 2010 – BRAVO OTTO – Az év magyar férfi előadója
- 2010 – BRAVO OTTO – A legjobb magyar klip (Kép Maradsz)
- 2010 – BRAVO OTTO – Bravo Idol-díj
- 2010 – VIVA Comet – Legjobb férfi előadó
- 2010 – VIVA Comet – Legjobb videóklip (Kép maradsz) (jelölés)
- 2011 – Zene.hu szavazás – Az év hazai modern pop-rock albuma
- 2011 – BRAVO OTTO – Az év magyar férfi előadója (jelölés)
- 2011 – BRAVO OTTO – A legjobb magyar klip (Nevem SP) (jelölés)
- 2011 – A Nagy Duett – 3. hely (Iszak Eszterrel)
- 2011 – BRAVO OTTO – Westend Különdíj
- 2011 – VIVA Comet – Legjobb férfi előadó
- 2011 – Fashion Video Festival különdíj
- 2012 – Music Channel különdíj – Az év magyar klipje (Maradnék) (jelölés)
- 2012 – BRAVO OTTO – Az év magyar dala (Maradnék) (jelölés)
- 2012 – BRAVO OTTO – Az év magyar férfi előadója
- 2012 – VIVA Comet – Legjobb férfi előadó
- 2012 – VIVA Comet – Legjobb videóklip (Maradnék)
- 2013 –  VIVA Comet –  Legjobb férfi előadó (jelölés)
- 2014 – Fashion Awards - Az Év Divatfotósa (Megnyerte)

## Televíziós műsor
Éder Krisztián a TV2-n is szerepelt az ő hétköznapjait bemutató műsorban, a Furcsa hétköznapok – SP címűben, amelyből öt rész készült.